# Likkista
För andra betydelser, se Kista (olika betydelser).

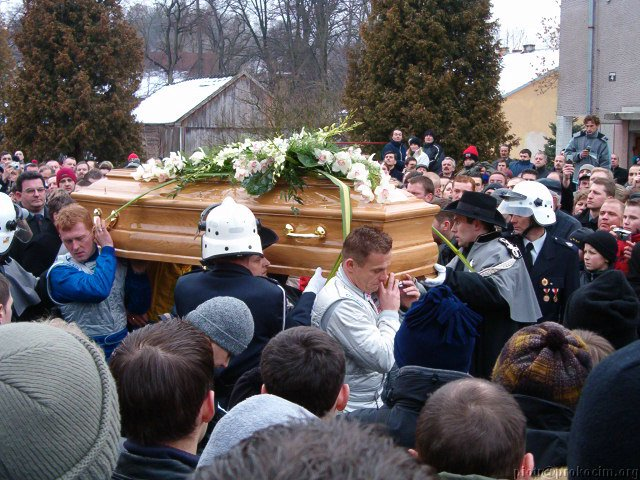
Likkista.

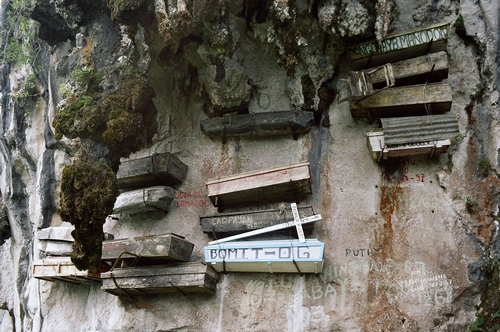
Hängande likkistor i Sagada på Filippinerna.

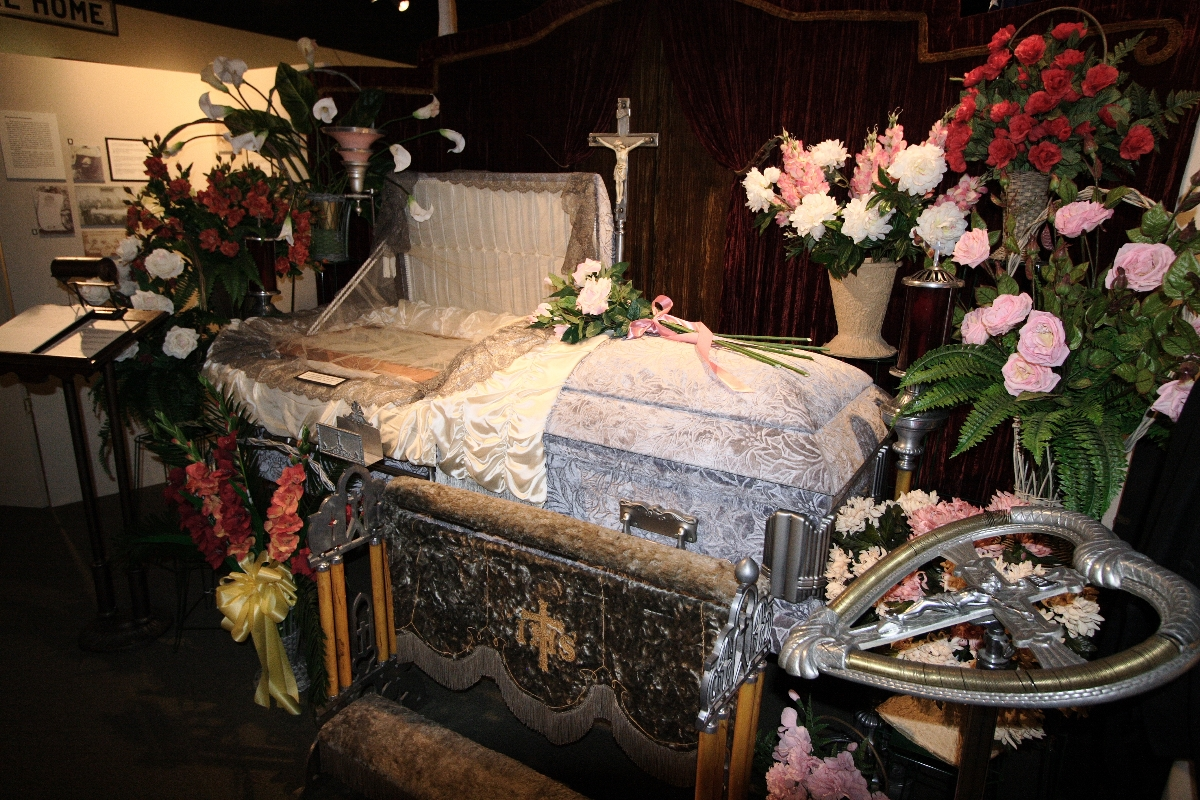
Öppen likkista på museum i USA.

En likkista är en kista med lock, avsedd för visning samt begravning eller kremering av lik.
Den vanliga svenska kistan är från utsidan mätt cirka 206,5 centimeter lång och 66 centimeter bred, medan barnkistor varierar i längd mellan 40 och 170 centimeter. Det finns även fosterkistor avsedda för missfalls- eller abortfoster.
Vid transport över landgränser måste den avlidne läggas i en så kallad zinkkista som sedan förseglas för att liket inte ska kunna sprida sjukdomar under transporten.
Kistorna väger i regel mellan 35 och 75 kilogram tomma och zinkkistorna väger omkring 20–30 kilogram.
Hos en del kistleverantörer kan man beställa en obehandlad kista, det vill säga en kista som är färdigbyggd men inte målad eller lackad. Detta görs då familjen själv vill måla eller förfina kistan inför begravningen. Det kan också göras i avdramatiserande syfte för barn som ska delta i begravningen då de har en chans att själva "bygga" kistan.
Priset för en kista varierar från 2 000 kronor upp till 50 000 kronor.